# Euclide Fantoni
Euclide Fantoni (Roccantica, 23 ottobre 1890 – Roma, 25 luglio 1976) è stato un militare italiano, veterano della prima guerra mondiale.
Durante il corso della seconda guerra mondiale fu comandante del 2° Reggimento Bersaglieri in Albania nel 1940-41 ed in seguito della XXXII brigata costiera in Campania nei giorni dell'Armistizio dell'8 settembre 1943. Componente del Servizio Informazioni Militari nel 1944-45.
Presiedette nel 1948 il Tribunale Supremo Militare di Roma contro il tenente colonnello delle SS Herbert Kappler (Obersturmbannführer) , che ebbe il comando del Sicherheitsdienst (SD) durante l'occupazione nazista di Roma nel 1943-44, responsabile dell'eccidio delle fosse Ardeatine il 24 marzo 1944, subito seguita ad un attacco gappista nella romana via Rasella.
Fantoni conosceva personalmente Mussolini, De Bono e Starace dal 1916, quando questi erano nel corpo dei Bersaglieri in guerra.

## Biografia
Figlio di Torquato e di Sesta Coccia. Nacque a Roccantica nel 1890, paese allora in provincia di Perugia, oggi in provincia di Rieti.
Arruolatosi nel Regio Esercito, nel 1912 iniziò a frequentare la Regia Accademia di Modena da cui uscì con il grado di sottotenente, assegnato all'Arma di Fanteria, corpo dei Bersaglieri, il 4 gennaio 1914.
Partecipò alla grande guerra del 1915-1918 nei gradi di tenente nel 1° reggimento Bersaglieri partecipando alla battaglia della trincea delle Frasche sul Carso nel 1915, nel grado di capitano (anzianità 15 febbraio 1916 poi anticipata al 9 novembre 1915) a quella di Pinzano - Sestans nel 1917 e a quella di Campoformido nel 1918.
Nell'ultimo periodo della grande guerra fu anche Aiutante di Campo del comandante della I^ brigata Bersaglieri, maggior generale Adolfo Leoncini.
Trasferito al comando del II Battaglione Bersaglieri ciclisti dal 4 agosto 1919 in Roma e sempre a Roma passò alla Direzione superiore delle scuole militari, dal 12 ottobre 1921 venne trasferito all'11° reggimento Bersaglieri. Fantoni nel contempo frequentò la Scuola di Guerra di Torino dal 25 ottobre seguente.
Sino al 15 marzo 1925 permase al Comando della divisione militare di Cagliari passando, da maggiore, al Ministero della Guerra in Roma e dal 10 agosto 1928 al 6° Reggimento Bersaglieri.
Promosso tenente colonnello il 26 luglio 1934, dal 16 novembre 1935 fu nominato addetto militare a Berna e dal 18 novembre 1937 fu contemporaneamente assegnato, quale Aiutante di campo onorario del Re. Concluso il mandato a Berna il 30 novembre 1938 e, promosso colonnello (dal 30 giugno precedente), venne trasferito dal 1° dicembre al Corpo d'Armata di Roma, per incarichi speciali, permanendovi sino al 14 aprile 1939.
Dal 15 aprile 1939 fu nominato comandante del 2° reggimento Bersaglieri a Ostia dove permase anche all'ingresso dell'Italia nella seconda guerra mondiale, il 10 giugno 1940.
Dopo la fine della guerra contro la Grecia, dove fu anche ferito il 18 aprile 1941 presso il Ponte di Cardign, dal 22 giugno 1941 rientrò a Roma venendo assegnato prima al Comando della Difesa Territoriale della Capitale, per incarichi speciali e quindi al Corpo d'Armata Speciale del generale Giovanni Messe, dal 20 agosto (poi ridenominato XXX corpo d'Armata), quale capo di Stato Maggiore.
Il XXX corpo dal 10 giugno 1942 verrà rinominato VII corpo e assegnato in Firenze, rimanendo nell'incarico di capo di SM sino al 17 marzo 1943, quando era già unità d'occupazione in Corsica.
Dal 18 marzo Fantoni rientrò a Roma presso il XVII corpo, per incarichi speciali e il 2 maggio 1943, indossò il grado di generale di brigata, divenendo capo di SM del XIX corpo a Napoli ed ancora il 25 luglio, comandante della XXXII brigata costiera a Villa Literno, dove verrà colto dalla proclamazione dell'armistizio.
Dopo un periodo di servizio al SIM, fu chiamato a presiedere il Tribunale Militare che giudicò Kappler, con udienze dal 3 maggio al 20 luglio 1948, giudice relatore era il tenente colonnello G.M. Carmelo Carbone, membri i colonnelli G.M. Giuseppe Sivieri, Gustavo Violante e Paolo De Rita .
Kappler fu arrestato da reparti inglesi alla fine della guerra, Kappler venne trasferito alle autorità italiane nel 1947 e processato da un tribunale militare riunitosi presso lo stesso Collegio Militare ove Kappler aveva rinchiuso gli ebrei romani in attesa del loro invio verso le camere a gas.
Kappler si difese ostinatamente dalle accuse, sostenendo di non aver fatto null'altro che eseguire ordini superiori e, per questo, di non essere punibile. Fu condannato con sentenza n. 631/1948 all'ergastolo per le "dieci persone da lui aggiunte alle trecentoventi e delle cinque uccise in più", mentre "la fucilazione delle trecentoventi persone" venne ritenuta "nella sua materialità, costitutiva del reato contestato a Kappler" ma non gli venne "attribuita", per il dubbio che egli non "avesse avuto la coscienza e la volontà di obbedire ad un ordine delittuoso", oltre a 15 anni aggiuntivi per l'estorsione dell'oro degli ebrei romani.
Rinchiuso prima nel carcere militare di Forte Boccea, fu poi trasferito presso quello di Gaeta, dov'era confinato anche un altro criminale nazista, Walter Reder.
La Corte suprema di cassazione respinse poco dopo una richiesta d'appello dello stesso Kappler.
Fantoni si spense a Roma nel 1976. Le sue carte furono pubblicate a cura del funzionario del Ministero dei Beni Culturali, dott. Daniele Scopigno, dopo la scomparsa nel 2014 dell'unica figlia del generale, Maristella (nata a Roma il 18 gennaio 1934), ricoverata presso una struttura per anziani di Salisano (RI).

## Onorificenze
Medaglia di bronzo al valor militare (cinque concessioni)
Medaglia commemorativa della guerra 1915-1918
Medaglia a ricordo dell'Unità d'Italia
Cavaliere Ordine Militare d'Italia

## Pubblicazioni
Con il 2° reggimento Bersaglieri nella vigilia e nella lotta.
Arti Grafiche, 1963